# Zaštićeno područje
Zaštićeno područje je jasno definirano područje koje je priznato sa svrhom i kojim se upravlja s ciljem trajnog očuvanja cjelokupne prirode, usluga ekosustava koje ono osigurava te pripadajućih kulturnih vrijednosti, na zakonski ili drugi učinkoviti način. Prvi nacrt ove definicije nastao je 2007. godine, i od tada je bio podvrgnut revizijama i izmjenama od strane brojnih stručnjaka unutar IUCN-a i Svjetske komisije za zaštićena područja (WCPA), da bi u svojoj konačnoj verziji bio prihvaćen na Svjetskom kongresu zaštite prirode (World Conservation Congress) u Barceloni, u listopadu 2008. godine. Ovakva je definicija zaštićenog područja prenesena i u Zakon o zaštiti prirode Republike Hrvatske.

## Tumačenja definicije
IUCN po prihvaćenoj inačici iz 2008. ovako tumači djelove definicije zaštićenog područja:
- jasno definirano područje: Uključuje kopno, kopnene vode, more i obalno područje ili njihove kombinacije. Podrazumijeva sve tri dimenzije prostora, definirane unutar jasnih i dogovorenih granica. Granice u nekim slučajevima mogu biti određene elementima koji su promjenjivi u vremenu, primjerice obalom rijeke, kao i određenim već postojećim upravljačkim mjerama, primjerice zonama ograničenog korištenja.
- priznato: Područje može biti proglašeno od države ili različitih organizacija ili skupina ljudi, no kao takvo mora biti na neki način priznato, primjerice navedeno u Svjetskoj bazi zaštićenih područja (World Database on Protected Ares - WCPA), ili u slučaju zaštićenih područja u Hrvatskoj, u Upisniku zaštićenih prirodnih vrijednosti Ministarstva zaštite okoliša i energetike.
- sa svrhom: Ukazuje na dugoročnu posvećenost očuvanju, koja može biti utemeljena zakonskim aktom, međunarodnom konvencijom, sporazumom, ugovorom i sl.
- kojim se upravlja: Podrazumijeva provođenje konkretnih postupaka čiji je cilj očuvanje prirodnih (i drugih) vrijednosti zbog kojih je područje zaštićeno, uključujući izostanak bilo kakvog djelovanja ako je to najbolja strategija za postizanje ovog cilja.
- ...s ciljem: Postavljanje točno određenog cilja nužno je kako bi omogućilo i procjenu efikasnosti upravljanja zaštićenim područjem.
- trajno: Naglašava da upravljanje zaštićenim područjem nije kratkoročna, privremena strategija već kontinuirani proces.
- očuvanje: U kontekstu ove definicije, ova riječ označava in-situ održavanje ekosustava, prirodnih i poluprirodnih staništa te očuvanje stabilnih populacija divljih vrsta u njihovom prirodnom okruženju, odnosno domaćih ili kultiviranih vrsta u okruženju u kojem su one razvile svoje specifične karakteristike.
- cjelokupna priroda: Obuhvaća sveukupnu biološku raznolikost, na genetskom nivou, nivou vrsta i ekosustava, kao i geološku te krajobraznu raznolikost.
- usluge ekosustava: Odnosi se na usluge koje priroda pruža čovjeku, a čije korištenje nije u sukobu s ciljevima zaštite. Usluge ekosustava obuhvaćaju usluge na slobodnom raspolaganju, primjerice vodu, drvnu masu i genetičke resurse; usluge regulacije, poput ublaživanja ekstremnih prirodnih pojava, primjerice suše, poplave, erozije tla i bolesti; usluge podržavanja prirodnih procesa poput kruženja tvari i nastajanja tla; te kulturološke usluge poput rekreacijskih, duhovnih, vjerskih i drugih nematerijalnih koristi.
- kulturne vrijednosti: Sve kulturne vrijednosti koje nisu u sukobu s ciljevima očuvanja, uključujući osobito one koje im pridonose i one koje su same ugrožene.
- zakonski, ili drugi učinkoviti način: Upravljanje zaštićenim područjem može se odvijati sukladno zakonskim aktima, međunarodnim konvencijama ili sporazumima, ili prema tradicionalnim običajima, ili načelima nevladinih udruga.

## Referentne baze u Hrvatskoj
Referentna baza i jedini službeni izvor podataka o zaštićenim područjima u Republici Hrvatskoj je Upisnik zaštićenih područja Uprave za zaštitu prirode Ministarstva zaštite okoliša i energetike. Sukladno Zakonu o zaštiti prirode RH, zaštićena područja upisuju se u Upisnik zaštićenih područja kojeg vodi Ministarstvo nadležno za poslove zaštite prirode i koje ga je dužno objaviti na internetu. Hrvatska agencija za okoliš i prirodu (HAOP), pravni sljednik Državnog zavoda za zaštitu prirode (DZZP), „uspostavlja i vodi Informacijski sustav zaštite prirode Republike Hrvatske, uvažavajući međunarodno prihvaćene standarde i obveze“. Osim baza podataka koje sama i u suradnji s vanjskim suradnicima izrađuje i održava, tijekom godina Agencija je preuzela te redovno održava određene baze podataka čiji je vlasnik Ministarstvo zaštite okoliša i energetike. Upisnik je izrađen 2015. godine, podatci su javni i dostupni svim korisnicima, kroz prostorni preglednik na mrežnim stranicama Bioportala (www.bioportal.hr/gis) – za svako zaštićeno područje posebno iz tablice rezultata pretraživanja ili identifikacije slojeva zaštićenih područja.
Upisnik zaštićenih područja sadrži podatke iz akata o proglašenju svih zaštićenih područja u Republici Hrvatskoj koja su zaštićena sukladno odredbama Zakona o zaštiti prirode. Prema podatcima iz Upisnika, površina zaštićenih područja iznosi 7529,64 km2 što čini 8,55 % ukupnog teritorija Republike Hrvatske. Ukupno je zaštićeno 408 područja u različitim kategorijama zaštite: strogi rezervat (2), nacionalni park (8), posebni rezervat (77), park prirode (11), regionalni park (2), spomenik prirode (80), značajni krajobraz (82), park-šuma (27) i spomenik parkovne arhitekture (119).

## Vanjske poveznice
- Zemljovid zaštićenih područja Dubrovačko-neretvanska županija, veljača 2020.